# Mystacomyoidea mirabilis
Mystacomyoidea mirabilis là một loài ruồi trong họ Tachinidae.